# Nikolaj Gjaurov
Nikolaj Gjaurov, bulharsky Николай Гяуров (13. září 1929, Velingrad – 2. červen 2004, Modena) byl bulharský operní pěvec, bas. Vynikal zejména v operách Modesta Petroviče Musorgského, Giuseppe Verdiho a Wolfganga Amadea Mozarta.

## Život
Vystudoval bulharskou akademii a moskevskou konzervatoř. Debutoval roku 1955 v Rossiniho Lazebníku sevillském v Sofii. Do zahraničí prorazil o dva roky později, kdy stál na pódiu Vídeňské opery jako Ramphis ve Verdiho Aidě a roku 1959 již zpíval na prknech La Scaly (Varlama v Borisi Godunovovi). Roku 1962 vstoupil do Royal Opera House v Covent Garden v Londýně a roku 1965 debutoval v Metropolitní opeře v New Yorku, jako Mefistofeles v Gounodově Faustovi, odzpíval zde pak 81 představení v deseti rolích. Byl manželem italské operní pěvkyně, sopranistky Mirelly Freni (od roku 1978). Často spolu také vystupovali (prvně roku 1961 v Janově, ve Faustovi).
Roku 1975 ho v jeho nejslavnější roli Borise Godunova mohli zhlédnout i návštěvníci pražského Smetanova divadla (operní scény Národního divadla).